# Пеггс (Оклахома)
Пеггс (англ. Peggs) — переписна місцевість (CDP) в США, в окрузі Черокі штату Оклахома. Населення — 789 осіб (2020).

## Географія
Пеггс розташований за координатами 36°4′2″ пн. ш. 95°4′18″ зх. д. / 36.06722° пн. ш. 95.07167° зх. д. (36.067284, -95.071798).  За даними Бюро перепису населення США в 2010 році переписна місцевість мала площу 39,65 км², уся площа — суходіл.

## Демографія
Згідно з переписом 2010 року, у переписній місцевості мешкало 813 осіб у 303 домогосподарствах у складі 230 родин. Густота населення становила 21 особа/км².  Було 342 помешкання (9/км²).
Расовий склад населення:
| - 50,3 % — білих - 33,1 % — корінних американців - 0,1 % — чорних або афроамериканців |

До двох чи більше рас належало 15,9 %. Частка іспаномовних становила 2,1 % від усіх жителів.
За віковим діапазоном населення розподілялося таким чином: 25,1 % — особи молодші 18 років, 63,0 % — особи у віці 18—64 років, 11,9 % — особи у віці 65 років та старші. Медіана віку мешканця становила 39,1 року. На 100 осіб жіночої статі у переписній місцевості припадало 102,7 чоловіків;  на 100 жінок у віці від 18 років та старших — 99,0 чоловіків також старших 18 років.
Середній дохід на одне домашнє господарство  становив 55 003 долари США (медіана — 41 691), а середній дохід на одну сім'ю — 64 626 доларів (медіана — 45 870). Медіана доходів становила 35 714 долари для чоловіків та 26 875 доларів для жінок. За межею бідності перебувало 15,6 % осіб, у тому числі 19,7 % дітей у віці до 18 років та 15,3 % осіб у віці 65 років та старших.
Цивільне працевлаштоване населення становило 331 осіб. Основні галузі зайнятості: освіта, охорона здоров'я та соціальна допомога — 30,8 %, виробництво — 13,6 %, будівництво — 11,5 %, роздрібна торгівля — 10,0 %.